# Імператор Йомей
Імператор Йо́мей (яп. 用明天皇, ようめいてんのう, сейму тенно; ? — 21 травня 587) — 31-й Імператор Японії, синтоїстське божество. Роки правління: 3 жовтня 585 — 21 травня 587.
Четвертиий сином імператора Кіммея та наложниці (молодшої дружини) Кітасі-хіме, доньки Соґа но Інаме. Замолоду звався Татібана но Тойохі но Мікото. 
585 року після смерті зведеного брата — імператора Бідацу — за підтримки роду Соґа стає імператором. Свою резиденцію розташував в палаці Ікебе но Наміцукі но Мія поблизу ставка Іварі та гори Аманокагу (поблизу сучасного міста Касіхара). 
Відновив підтримку буддизма, що викликало невдоволення прихильників синтоїзму на чолі із Мононобе но Морія. Останній влаштував змову з метою повалення імператора та зведення на трон принца Амацукабе Анахобе. Короткочасність панування Йомея, відсутність точних даних про причини смерті дозволяють та події безпосередньо після смерті Йомея дослідникам висувати гипотезу про смерть імператора внаслідок цього заколоту. Проте заколот було придушено й новим імператором став принц Хацусебе, знаний як імператор Сусюн.